# Muhammad Ali egyiptomi alkirály
Muhammad Ali, magyaros formában: Mohamed Ali (Kavála, 1769. március 4. – Alexandria, 1849. augusztus 2.) albán származású oszmán tisztviselő és katonatiszt, Egyiptom kormányzója (váli) 1805-től 1848-ig. Nevéhez fűződik Egyiptom nagy arányú modernizálása és de facto függetlenítése az Oszmán Birodalomtól. Óriási területeket hódított meg, Egyiptomot gyarmatosító középhatalommá tette, valamint európai konfliktusokba avatkozott bele, ami miatt kiváltotta a nagyhatalmak ellenszenvét. Az Oszmán Birodalommal szembeni politikája majdnem annak teljes bukásához vezetett, egyedül az európai hatalmak közbelépése akadályozta meg, hogy Kairó átvegye a Porta helyét a közel-keleti hatalmi viszonyokban. 
Az általa alapított dinasztia az 1950-es évekig, a köztársaság megalakulásáig uralkodott Egyiptomban.

## Élete
Muhammad Ali görögországi albán családban született.
Az 1800-as évek elején az Egyiptom területén dúló zűrzavarban több pasa megöletése után ragadta magához a hatalmat. 1806-ban a török porta Egyiptom pasájának és török helytartónak nevezte ki. Kormányzása alatt új korszak köszöntött be Egyiptomban. Muhammad Ali mindenek előtt a saját hatalmát kívánta megszilárdítani, ezért 1811-ben lemészároltatta Kairóban az engedetlen helytartókat. Ezt követően irtóháborút kezdett a szultán meghagyására az Arábiában elhatalmasodott fanatikus vahhabiták ellen, akiknek hatalmát fia, Ibrahim pasa hosszas háborúk után teljesen megtörte. 1820–1822-ben délnek fordította fegyvereit és a Felső-Nílus mentét nyitotta meg nemcsak saját hatalmának, hanem az utazóknak és felfedezőknek is.
Hamarosan szabadulni kívánt a szultán fennhatósága alól és ezt a célt tűzte ki életének főfeladatául. Ennek elérésére európai mintára szervezte át hadseregét és francia tisztekre bízta az erőszakkal toborzott felláhok és néger katonák kiképzését, a szükséges pénz behajtását pedig irgalmatlan adószedőire bízta. Igaz ugyan, hogy a csatornahálózat kijavítása és kultúrnövények ültetése, gyárak alapítása által az ország anyagi műveltségén itt-ott lendített, de ebben is kizárólag a rideg fiskalizmus vezette. A szinte erőszakos módon felvirágoztatott könyvnyomtatás, a külföldi iskoláztatás és egyéb rendszabályok sem segítettek a felláhok nyomorán. 1824-ben a szultán felszólítására Muhammad Ali hadseregét a felkelt görögök ellen küldötte Ibrahim vezérlete alatt. Ekkor azonban nemcsak Hellász földjén érte őt baj, hanem még Egyiptom is komoly válságba sodródott: miután ugyanis az egyiptomi flotta a navarinói csatában megsemmisült, s a szultántól jutalmul a damaszkusi pasalikot kérte, a szultán e helyett Kandiával kínálta meg. Ez a kijátszás annyira bántotta az alkirályt, hogy hadait 1831-ben Szíriába indította, melyet Acre bevétele és a Konieh mellett kivívott fényes győzelem után hatalmába kerített. Ekkor azonban a nagyhatalmasságok közbeléptek, és Muhammad Alinak a kutahiai szerződés értelmében (1833. május 4.) a szíriai helytartósággal kellett beérnie. Ezt is csak a franciáknak köszönhette, míg a tengeri hatalmukat féltő angolok a portának érdekeit védték és arra bírták II. Mahmud oszmán szultánt, hogy 1839-ben még egyszer hadat indítson Muhammad Ali ellen. Ekkor azonban Egyiptom ura erősebbnek bizonyult a szultánnál, sőt a török hajóhad július 14-én át is pártolt az egyiptomi flottához. Úgy látszott tehát, hogy Muhammad Ali elérte életének célját. Ekkor azonban Anglia Oroszországgal, Ausztriával és Poroszországgal 1840. július 15-én olyan szerződést kötött, amelynek értelmében ezek a hatalmak az alkirálynak hadat üzentek. A hírre a franciáktól feláldozott és cserben hagyott fejedelmet megszállotta a kislelkűség és a szultántól békét kért, aki azután 1841. február 13-án külön fermán által szabályozta Egyiptom viszonyát Törökországhoz. Az öt nagyhatalom által helybenhagyott és június 1-jén némileg módosított fermán értelmében Egyiptom továbbra is hűbéres tartománya maradt Törökországnak. Muhammad Ali teljesen alávetette magát a Törökországban fennálló alaptörvényeknek és elismerte azt is, hogy a porta és a külföldi hatalmak között kötött szerződések Egyiptomban is érvényesek legyenek, ugyanakkor az egyiptomi hadsereg létszámát lecsökkentette 18 000 emberre. Az engedmények fejében a szultán Egyiptom trónját Muhammad Alinak és törvényes utódainak ajándékozta és megengedte, hogy a trón a szeniorátusi örökösödés szerint mindig a család legidősebbik tagjára szálljon.
Az 1841. évi fermán egy csapással véget vetett Muhammad Ali nagyratörő terveinek. A nyughatatlan fejedelem ezután kizárólag Egyiptom belső ügyeivel foglalkozott, hogy annak pénzügyeit és iparát jobb karba helyezze, de egyiket sem tudta véghezvinni. Amikor 1848-ban elmebetegségbe esett, a porta fiát, Ibrahimot ismerte el utódának. Mivel azonban Imbrahim rövidesen elhunyt, Muhammad Ali unokája, I. Abbász lett Egyiptom új uralkodója. Muhammad Ali a következő évben, 1849-ben hunyt el.
Muhammad Ali leszármazottjai ma is élnek.